# S. G. Warburg & Co.
S. G. Warburg & Co. fue un banco de inversión con sede en Londres. Cotizó en la Bolsa de Londres y formó parte del índice FTSE 1000.  La empresa fue adquirida por Swiss Bank Corporation en 1995 y se integró más tarde en UBS.

## Historia

### Fundación
Fundado en 1946 por Siegmund Warburg, miembro de la familia Warburg, una prominente familia bancaria de origen judío, y Henry Grunfeld, un antiguo industrial del acero alemán. Warburg y Grunfeld, también judío, habían huido de la Alemania nazi hacia 1933.
S.G. Warburg & Co. fue reconocido por sus fusiones pioneras y el trabajo de absorción de otras entidades en Reino Unido en la década de 1960, incluyendo la primera absorción hostil en Reino Unido o el caso Eurobond, el nuevo mercado del Eurodollar. Un hito destacado fue la adquisición de Seligman Bros, en 1957. A partir de ese momento, Warburgs obtuvo el plácet del regulador para acceder a los grandes bancos y al capital barato, respaldado por el Banco de Inglaterra.
Entre 1958 y 1959, la entidad vivió la Guerra del Aluminio, cuando Tube Investments, asesorada por S. G. Warburg & Co, libró una feroz y exitosa batalla para adquirir British Aluminium.
En las décadas de 1960 y 1970, el banco creció rápidamente.  En 1974, S.G. Warburg & Co. y la francesa Paribas tomaron un 40% de A.G. Becker & Co.  Tras la muerte de Siegmund Warburg, Paribas maniobró y consiguió la salida de Warburg de la junta en 1983. La nueva empresa fue rebautizada como A.G. Becker Paribas.
En los años 1980, el banco, que tuvo como CEO a David Scholey, se centró en fondos de inversión, colaborando con Ackroyd & Smithers, Rowe & Pitman o Mullens & Co. Junto a la británica M&A, crearon lo que luego sería Mercury Asset Management, un fondo que en 1990 empleaba a más de 6.000 personas en todo el mundo. En su momento álgido, más de la mitad de las empresas del FTSE 100 utilizaron Mercury Asset Management para la gestión de sus inversiones.

### Swiss Bank Corporation (1995)
En 1994, la banca Morgan Stanley intenta una fusión, pero las negociaciones colapsaron. Al año siguiente S.G. Warburg & Co. fue adquirido por Swiss Bank Corporation.  El banco suizo fusionó S.G. Warburg & Co. con su propio negocio, creando SBC Warburg. En 1997, SBC Warburg fue fusionado con el banco de inversión de EE. UU. Dillon, Read & Co. para crear Warburg Dillon Read. Después de la fusión de Swiss Bank Corporation y Union Bank of Switzerland en 1998, Warburg Dillon Read fue rebautizado como UBS Warburg. Más adelante, en 2003, se eliminó el nombre "Warburg" y que se simplificó como UBS, aunque la sección de inversión se rebautizó como UBS Investment Bank.

## Ejecutivos de renombre
- Franck Petitgas, de Morgan Stanley.
- Pedro Gómez de Baeza, fundador y presidente de GBS Finanzas.
- Thomas Bscher, de Bugatti Automóviles SAS.
- Michael Cohrs, del Banco de Inglaterra.
- John Cryan, de UBS AG
- Derek Higgs, presidente de Alianza & Leicester.